# Reflejo faríngeo

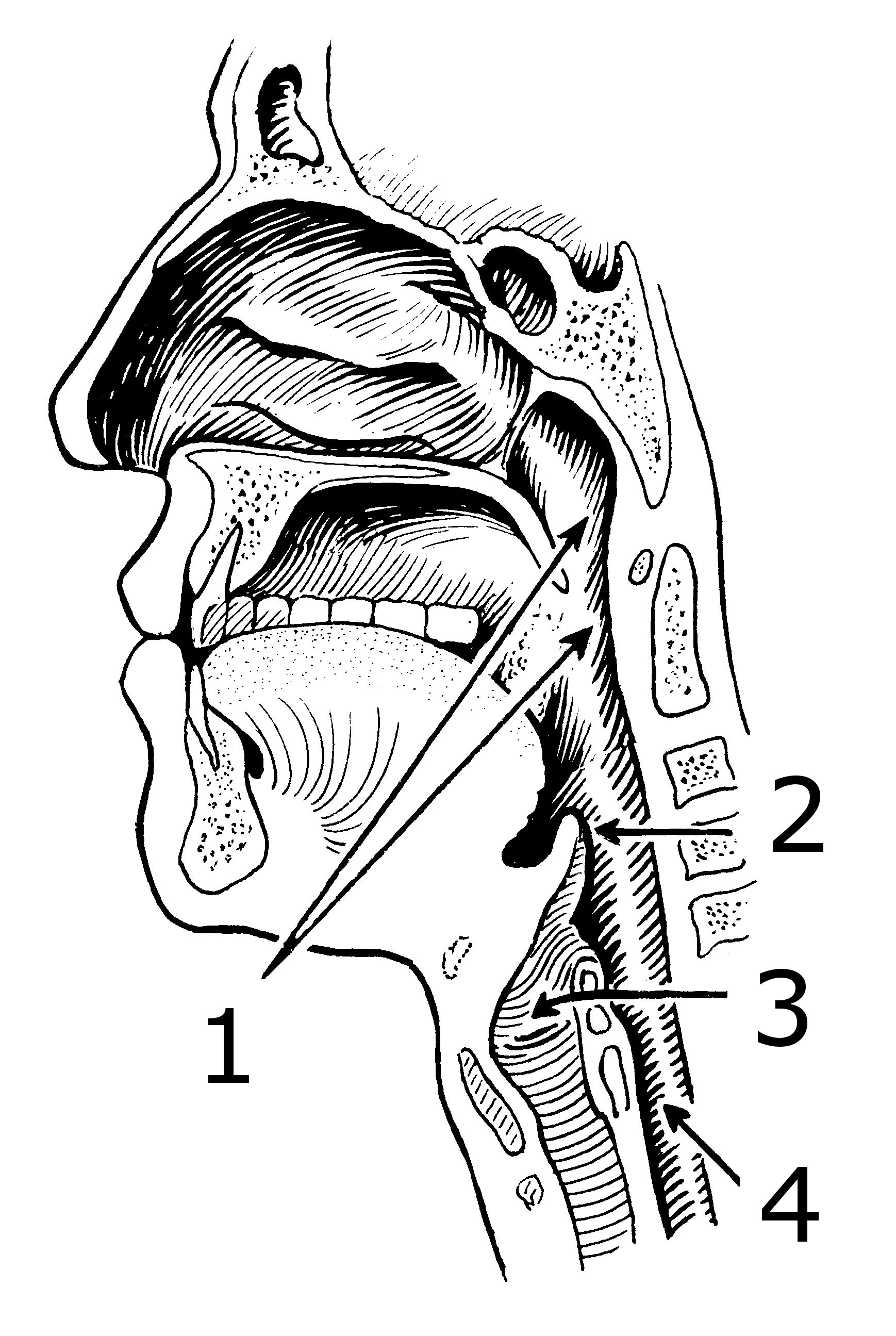
Imagen transversal del cuello: 1. Faringe. 2. Epiglotis. 3. Laringe. 4. Esófago

El reflejo faríngeo o reflejo nauseoso, es un reflejo en el que un estímulo que entra en contacto con la parte posterior de la garganta o la base de la lengua, provoca la contracción de los músculos que contraen la faringe, ocasionando también náuseas. Fisiológicamente tiene la finalidad de prevenir el atragantamiento, es decir, evitar la obstrucción accidental de las vías respiratorias altas o medias.
En medicina este reflejo se explora tocando la parte posterior de faringe con un depresor, esta maniobra provoca en circunstancias normales la contracción de la región faríngea posterior, por activación de los músculos constrictores de la faringe, fenómeno que se acompaña a veces de náuseas. El arco reflejo está formado por el IX par craneal para la vía sensitiva y el X par craneal para la motora.
Durante la deglución de los alimentos, el reflejo faríngeo se inactiva, debido a señales nerviosas inhibidoras que son transmitidas desde el centro de la deglución en el tronco encefálico, al centro nauseoso. Estas señales inhibidoras, son las responsables de que cuando estamos comiendo, los alimentos que entran en contacto con la faringe, no desencadenen el arco reflejo.